# Avetheropoda
Los aveterópodos (Avetheropoda) son un clado de dinosaurios terópodos tetanuros característicos del Jurásico medio (hace aproximadamente 167 millones de años, en el Bathoniense al Cretácico superior) (hace aproximadamente 65 millones de años, en el Maastrichtiense) de Asia, Sudamérica, Oceanía, África, Norteamérica y Europa. Los aveterópodos incluyen a los terópodos más evolucionados, entre ellos los ancestros de las aves. Se lo define como el ancestro común más reciente de Passer domesticus (Linneo, 1758) y Allosaurus fragilis (Marsh, 1877) y todos los descendientes de este ancestro.
Paul erigió originalmente Avetheropoda como un taxón que abarcaba Ornitholestes, Compsognathus, Allosauridae, y Tyrannosauridae, así como algunos abelisáuridos mal conocidos (ejem. Indosuchus) Avetheropoda, según Paul incluía a los “antepasados directos de las aves”. Los caracteres enumerados en la diagnosis de Paul incluyeron la espoleta y el carpal semilunar, que ahora se aplican a terópodos más basales que los que él anticipó. Sereno acuñó el taxón Neotetanurae para un clado de tetanuros avanzados que incluye la mayor parte de los taxones de Avetheropoda de Paul. Aproximadamente un mes antes de la fecha de publicación, Holtz aplicó Avetheropoda de Paul al mismo clado. Paul afirmó más adelante, que Avetheropoda tenía precedencia sobre Neotetanurae. Avetheropoda, por comparación, fue definido primero por Padian et al. usando una definición nodal idéntica a esa usada para Neotetanurae por Sereno un año antes. Holtz en 2000 y Chure 2001 citaron esta misma definición para Avetheropoda.